# Doja Cat/Diskografie
Diese Diskografie ist eine Übersicht über die musikalischen Werke der US-amerikanischen Rapperin und Sängerin Doja Cat. Den Schallplattenauszeichnungen zufolge verkaufte sie bisher mehr als 107,8 Millionen Tonträger, davon alleine in ihrer Heimat über 70,5 Millionen. Ihre erfolgreichste Veröffentlichung ist die Single Say So mit über 11 Millionen verkauften Einheiten.

## Alben

### Studioalben
| Jahr | Titel Musiklabel                                 | Höchstplatzierung, Gesamtwochen, AuszeichnungChartplatzierungen (Jahr, Titel, Musiklabel, Platzierungen, Wochen, Auszeichnungen, Anmerkungen) | Höchstplatzierung, Gesamtwochen, AuszeichnungChartplatzierungen (Jahr, Titel, Musiklabel, Platzierungen, Wochen, Auszeichnungen, Anmerkungen) | Höchstplatzierung, Gesamtwochen, AuszeichnungChartplatzierungen (Jahr, Titel, Musiklabel, Platzierungen, Wochen, Auszeichnungen, Anmerkungen) | Höchstplatzierung, Gesamtwochen, AuszeichnungChartplatzierungen (Jahr, Titel, Musiklabel, Platzierungen, Wochen, Auszeichnungen, Anmerkungen) | Höchstplatzierung, Gesamtwochen, AuszeichnungChartplatzierungen (Jahr, Titel, Musiklabel, Platzierungen, Wochen, Auszeichnungen, Anmerkungen) | Höchstplatzierung, Gesamtwochen, AuszeichnungChartplatzierungen (Jahr, Titel, Musiklabel, Platzierungen, Wochen, Auszeichnungen, Anmerkungen) | Anmerkungen                                                    |
| Jahr | Titel Musiklabel                                 | DE | AT | CH | UK | US | R&B | Anmerkungen                                                    |
| ---- | ------------------------------------------------ | --- | --- | --- | --- | --- | --- | -------------------------------------------------------------- |
| 2018 | Amala Kemosabe Records • RCA Records (Sony)      | — | — | — | UK— SilberUK | US138 Gold · (2 Wo.)US | — | Erstveröffentlichung: 30. März 2018 Verkäufe: + 617.500        |
| 2019 | Hot Pink Kemosabe Records • RCA Records (Sony)   | — | AT57 (1 Wo.)AT | — | UK38 Gold · (47 Wo.)UK | US9 ×2Doppelplatin · (155 Wo.)US | R&B8 (117 Wo.)R&B | Erstveröffentlichung: 7. November 2019 Verkäufe: + 2.625.000   |
| 2021 | Planet Her Kemosabe Records • RCA Records (Sony) | DE29 (41 Wo.)DE | AT9 (39 Wo.)AT | CH11 Gold · (50 Wo.)CH | UK3 Platin · (85 Wo.)UK | US2 ×2Doppelplatin · (197 Wo.)US | R&B1 (125 Wo.)R&B | Erstveröffentlichung: 25. Juni 2021 Verkäufe: + 3.340.000      |
| 2023 | Scarlet Kemosabe Records • RCA Records (Sony)    | DE29 (1 Wo.)DE | AT22 (1 Wo.)AT | CH11 (3 Wo.)CH | UK5 (4 Wo.)UK | US4 Platin · (53 Wo.)US | R&B2 (… Wo.)R&B | Erstveröffentlichung: 22. September 2023 Verkäufe: + 1.225.000 |

### EPs
| Jahr | Titel Musiklabel    | Anmerkungen                          |
| ---- | ------------------- | ------------------------------------ |
| 2014 | Purrr! Selbstverlag | Erstveröffentlichung: 5. August 2014 |

## Singles

### Als Leadmusikerin
| Jahr | Titel Album                                                | Höchstplatzierung, Gesamtwochen, AuszeichnungChartplatzierungen (Jahr, Titel, Album, Platzierungen, Wochen, Auszeichnungen, Anmerkungen) | Höchstplatzierung, Gesamtwochen, AuszeichnungChartplatzierungen (Jahr, Titel, Album, Platzierungen, Wochen, Auszeichnungen, Anmerkungen) | Höchstplatzierung, Gesamtwochen, AuszeichnungChartplatzierungen (Jahr, Titel, Album, Platzierungen, Wochen, Auszeichnungen, Anmerkungen) | Höchstplatzierung, Gesamtwochen, AuszeichnungChartplatzierungen (Jahr, Titel, Album, Platzierungen, Wochen, Auszeichnungen, Anmerkungen) | Höchstplatzierung, Gesamtwochen, AuszeichnungChartplatzierungen (Jahr, Titel, Album, Platzierungen, Wochen, Auszeichnungen, Anmerkungen) | Höchstplatzierung, Gesamtwochen, AuszeichnungChartplatzierungen (Jahr, Titel, Album, Platzierungen, Wochen, Auszeichnungen, Anmerkungen) | Anmerkungen                                                                           |
| Jahr | Titel Album                                                | DE | AT | CH | UK | US | R&B | Anmerkungen                                                                           |
| --- | ---------------------------------------------------------- | --- | --- | --- | --- | --- | --- | ------------------------------------------------------------------------------------- |
| 2014 | So High Purrr!                                             | — | — | — | UK— SilberUK | US— GoldUS | — | Erstveröffentlichung: 11. März 2014 Verkäufe: + 815.000                               |
| 2018 | Roll with Us Amala                                         | — | — | — | — | — | — | Erstveröffentlichung: 1. Februar 2018                                                 |
| 2018 | Go to Town Amala                                           | — | — | — | — | US— PlatinUS | — | Erstveröffentlichung: 9. März 2018 Verkäufe: + 1.055.000                              |
| 2018 | Candy Amala                                                | — | — | — | UK— GoldUK | US86 Platin · (6 Wo.)US | R&B36 (6 Wo.)R&B | Erstveröffentlichung: 23. März 2018 Verkäufe: + 1.780.000                             |
| 2018 | Mooo! Amala                                                | — | — | — | — | US— GoldUS | — | Erstveröffentlichung: 30. August 2018 Verkäufe: + 555.000                             |
| 2019 | Tia Tamera Amala                                           | — | — | — | UK— SilberUK | US— PlatinUS | — | Erstveröffentlichung: 20. Februar 2019 Verkäufe: + 1.375.000; feat. Rico Nasty        |
| 2019 | Juicy Hot Pink                                             | — | — | — | UK80 Gold · (2 Wo.)UK | US41 ×4Vierfachplatin · (20 Wo.)US | R&B18 (21 Wo.)R&B | Erstveröffentlichung: 15. August 2019 Verkäufe: + 4.860.000; feat. Tyga               |
| 2019 | Bottom Bitch Hot Pink                                      | — | — | — | — | US— GoldUS | — | Erstveröffentlichung: 3. Oktober 2019 Verkäufe: + 520.000                             |
| 2019 | Rules Hot Pink                                             | — | — | — | UK— GoldUK | US— ×2DoppelplatinUS | — | Erstveröffentlichung: 24. Oktober 2019 Verkäufe: + 2.655.000                          |
| 2019 | Say So Hot Pink                                            | DE33 Gold · (19 Wo.)DE | AT21 Platin · (17 Wo.)AT | CH15 Platin · (23 Wo.)CH | UK2 ×2Doppelplatin · (37 Wo.)UK | US1 a ×7Siebenfachplatin · (38 Wo.)US | R&B1 (27 Wo.)R&B | Erstveröffentlichung: 8. November 2019 Verkäufe: + 11.033.333                         |
| 2020 | Boss Bitch Birds of Prey: The Emancipation of Harley Quinn | DE31 (14 Wo.)DE | AT23 (12 Wo.)AT | CH28 (14 Wo.)CH | UK24 Platin · (17 Wo.)UK | US100 ×2Doppelplatin · (1 Wo.)US | R&B47 (1 Wo.)R&B | Erstveröffentlichung: 17. Januar 2020 Verkäufe: + 3.130.000                           |
| 2020 | Like That Hot Pink                                         | — | — | — | UK62 Gold · (16 Wo.)UK | US50 ×3Dreifachplatin · (18 Wo.)US | R&B18 (20 Wo.)R&B | Erstveröffentlichung: 26. Juni 2020 Verkäufe: + 3.785.000; feat. Gucci Mane           |
| 2020 | Freak –                                                    | — | — | — | UK— SilberUK | US— PlatinUS | — | Erstveröffentlichung: 7. August 2020 Verkäufe: + 1.315.000                            |
| 2021 | Streets Hot Pink                                           | DE99 (1 Wo.)DE | AT54 (4 Wo.)AT | CH27 Gold · (11 Wo.)CH | UK12 Platin · (20 Wo.)UK | US16 ×6Sechsfachplatin · (20 Wo.)US | R&B7 (20 Wo.)R&B | Erstveröffentlichung: 11. Januar 2021 Verkäufe: + 8.155.000                           |
| 2021 | Kiss Me More Planet Her                                    | DE31 Gold · (21 Wo.)DE | AT19 Platin · (22 Wo.)AT | CH13 Gold · (33 Wo.)CH | UK3 ×2Doppelplatin · (21 Wo.)UK | US3 ×5Fünffachplatin · (43 Wo.)US | — | Erstveröffentlichung: 9. April 2021 Verkäufe: + 9.523.333; feat. SZA                  |
| 2021 | Need to Know Planet Her                                    | DE53 (9 Wo.)DE | AT42 Gold · (8 Wo.)AT | CH29 Gold · (13 Wo.)CH | UK11 Platin · (19 Wo.)UK | US8 ×4Vierfachplatin · (48 Wo.)US | — | Erstveröffentlichung: 11. Juni 2021 Verkäufe: + 6.275.000                             |
| 2021 | You Right Planet Her                                       | DE54 (2 Wo.)DE | AT53 (1 Wo.)AT | CH38 (3 Wo.)CH | UK9 Gold · (11 Wo.)UK | US11 ×2Doppelplatin · (43 Wo.)US | R&B2 (28 Wo.)R&B | Erstveröffentlichung: 24. Juni 2021 Verkäufe: + 3.370.000; feat. The Weeknd           |
| 2021 | Woman Planet Her                                           | DE18 Gold · (30 Wo.)DE | AT17 Platin · (15 Wo.)AT | CH7 (47 Wo.)CH | UK13 ×2Doppelplatin · (37 Wo.)UK | US7 ×3Dreifachplatin · (52 Wo.)US | R&B2 (42 Wo.)R&B | Erstveröffentlichung: 6. August 2021 Verkäufe: + 6.793.333                            |
| 2021 | You’re the One That I Want –                               | — | — | — | — | — | — | Erstveröffentlichung: 10. September 2021 Original: John Travolta & Olivia Newton-John |
| 2022 | Celebrity Skin –                                           | — | — | — | — | — | — | Erstveröffentlichung: 11. Februar 2022                                                |
| 2022 | Freaky Deaky –                                             | — | — | — | UK36 Silber · (14 Wo.)UK | US43 Platin · (16 Wo.)US | R&B11 (19 Wo.)R&B | Erstveröffentlichung: 25. Februar 2022 Verkäufe: + 1.215.000; mit Tyga                |
| 2022 | Vegas Elvis: Original Motion Picture Soundtrack            | DE— bDE | AT— GoldAT | CH93 (1 Wo.)CH | UK24 Gold · (15 Wo.)UK | US10 Platin · (30 Wo.)US | — | Erstveröffentlichung: 6. Mai 2022 Verkäufe: + 1.975.000                               |
| 2023 | Attention Scarlet                                          | DE— cDE | — | — | UK37 (4 Wo.)UK | US31 (3 Wo.)US | R&B11 (6 Wo.)R&B | Erstveröffentlichung: 16. Juni 2023 Verkäufe: + 60.000                                |
| 2023 | Paint the Town Red Scarlet                                 | DE2 Gold · (31 Wo.)DE | AT2 Platin · (26 Wo.)AT | CH1 ×2Doppelplatin · (34 Wo.)CH | UK1 Platin · (29 Wo.)UK | US1 ×4Vierfachplatin · (37 Wo.)US | R&B1 (31 Wo.)R&B | Erstveröffentlichung: 4. August 2023 Verkäufe: + 7.045.333                            |
| 2023 | Demons Scarlet                                             | — | — | — | UK53 (2 Wo.)UK | US46 (2 Wo.)US | R&B12 (4 Wo.)R&B | Erstveröffentlichung: 1. September 2023 Verkäufe: + 20.000                            |
| 2023 | Agora Hills Scarlet                                        | DE— dDE | — | CH70 (3 Wo.)CH | UK23 Gold · (18 Wo.)UK | US7 ×2Doppelplatin · (39 Wo.)US | R&B2 (32 Wo.)R&B | Erstveröffentlichung: 22. September 2023 Verkäufe: + 2.865.000                        |
| 2024 | Okloser Scarlet 2 Claude                                   | — | — | — | — | — | — | Erstveröffentlichung: 1. April 2024                                                   |
| 2025 | Lose My Mind F1 The Album                                  | — | — | — | UK85 (1 Wo.)UK | — | — | Erstveröffentlichung: 30. April 2025 mit Don Toliver                                  |
| Folgende Lieder erschienen nicht als Single, wurden aber durch das Album zum Download und Streaming bereitgestellt und konnten somit eine Platzierung erlangen: |                                                            | | | | | | |                                                                                       |
| |                                                            | | | | | | |                                                                                       |
| 2021 | Ain’t Shit Planet Her                                      | — | — | — | UK26 Gold · (8 Wo.)UK | US24 ×2Doppelplatin · (14 Wo.)US | R&B10 (20 Wo.)R&B | Charteinstieg: 8. Juli 2021 Verkäufe: + 2.805.000                                     |
| 2021 | I Don’t Do Drugs Planet Her                                | — | — | — | — | US57 Gold · (1 Wo.)US | — | Charteinstieg: 10. Juli 2021 Verkäufe: + 575.000; feat. Ariana Grande                 |
| 2021 | Get Into It (Yuh) Planet Her                               | DE— eDE | — | — | UK41 Gold · (18 Wo.)UK | US20 ×2Doppelplatin · (37 Wo.)US | R&B7 (22 Wo.)R&B | Charteinstieg: 10. Juli 2021 Videoauskopplung: 31. Januar 2022 Verkäufe: + 2.920.000  |
| 2021 | Been Like This Planet Her                                  | — | — | — | — | US— GoldUS | R&B48 (1 Wo.)R&B | Charteinstieg: 7. Oktober 2021 Verkäufe: + 575.000                                    |
| 2023 | Gun Scarlet                                                | — | — | — | — | — | R&B45 (1 Wo.)R&B | Charteinstieg: 7. Oktober 2023                                                        |
| 2023 | Wet Vagina Scarlet                                         | — | — | — | — | — | R&B49 (1 Wo.)R&B | Charteinstieg: 7. Oktober 2023                                                        |

### Als Gastmusikerin
| Jahr | Titel Album                                        | Höchstplatzierung, Gesamtwochen, AuszeichnungChartplatzierungen (Jahr, Titel, Album, Platzierungen, Wochen, Auszeichnungen, Anmerkungen) | Höchstplatzierung, Gesamtwochen, AuszeichnungChartplatzierungen (Jahr, Titel, Album, Platzierungen, Wochen, Auszeichnungen, Anmerkungen) | Höchstplatzierung, Gesamtwochen, AuszeichnungChartplatzierungen (Jahr, Titel, Album, Platzierungen, Wochen, Auszeichnungen, Anmerkungen) | Höchstplatzierung, Gesamtwochen, AuszeichnungChartplatzierungen (Jahr, Titel, Album, Platzierungen, Wochen, Auszeichnungen, Anmerkungen) | Höchstplatzierung, Gesamtwochen, AuszeichnungChartplatzierungen (Jahr, Titel, Album, Platzierungen, Wochen, Auszeichnungen, Anmerkungen) | Höchstplatzierung, Gesamtwochen, AuszeichnungChartplatzierungen (Jahr, Titel, Album, Platzierungen, Wochen, Auszeichnungen, Anmerkungen) | Anmerkungen |
| Jahr | Titel Album                                        | DE | AT | CH | UK | US | R&B | Anmerkungen |
| --- | -------------------------------------------------- | --- | --- | --- | --- | --- | --- | --- |
| 2017 | Right Side Soulm8s                                 | — | — | — | — | — | — | Erstveröffentlichung: 13. Juni 2017 L8LOOMER feat. Doja Cat                                                    |
| 2018 | 20 Below Random Shit from the Internet Era         | — | — | — | — | — | — | Erstveröffentlichung: 18. Mai 2018 Sam i feat. Anderson Paak & Doja Cat                                        |
| 2019 | Make That Cake –                                   | — | — | — | — | — | — | Erstveröffentlichung: 6. September 2019 Lunchmoney Lewis feat. Doja Cat                                        |
| 2020 | Perfect (Remix) –                                  | — | — | — | — | — | — | Erstveröffentlichung: 14. Februar 2020 Cousin Stizz feat. Doja Cat & Bia                                       |
| 2020 | In Your Eyes (Remix) After Hours (Deluxe-Edition)  | — | — | — | — | — | — | Erstveröffentlichung: 21. Mai 2020 The Weeknd feat. Doja Cat                                                   |
| 2020 | To Be Young Therapy                                | — | — | — | UK74 (1 Wo.)UK | — | — | Erstveröffentlichung: 13. Juli 2020 Anne-Marie feat. Doja Cat                                                  |
| 2020 | Do It (Remix) –                                    | — | — | — | — | — | — | Erstveröffentlichung: 4. September 2020 Chloe x Halle feat. Doja Cat, City Girls & Mulatto                     |
| 2020 | Del mar Enoc                                       | — | — | CH51 (3 Wo.)CH | — | — | — | Erstveröffentlichung: 2. Oktober 2020 Verkäufe: + 708.333; Ozuna feat. Sia & Doja Cat                          |
| 2020 | Baby, I’m Jealous Better Mistakes                  | DE— fDE | — | — | UK86 (1 Wo.)UK | US58 Gold · (1 Wo.)US | — | Erstveröffentlichung: 8. Oktober 2020 Verkäufe: + 500.000; Bebe Rexha feat. Doja Cat                           |
| 2021 | Best Friend –                                      | DE1 g (2 Wo.)DE | AT51 g (1 Wo.)AT | CH96 g (1 Wo.)CH | UK35 Gold · (15 Wo.)UK | US14 ×4Vierfachplatin · (30 Wo.)US | R&B6 (26 Wo.)R&B | Erstveröffentlichung: 7. Januar 2021 Verkäufe: + 4.905.000; Saweetie feat. Doja Cat                            |
| 2021 | 34+35 (Remix) Positions (Deluxe-Edition)           | DE— hDE | AT— hAT | CH— hCH | UK— hUK | US2 (28 Wo.)US | — | Erstveröffentlichung: 15. Januar 2021 Verkäufe: + 210.000 Ariana Grande feat. Doja Cat & Megan Thee Stallion   |
| 2021 | Dick –                                             | — | — | — | UK74 (5 Wo.)UK | US— GoldUS | R&B44 (1 Wo.)R&B | Erstveröffentlichung: 23. April 2021 Verkäufe: + 620.000; Starboi3 feat. Doja Cat                              |
| 2024 | N.H.I.E. American Dream                            | DE94 (1 Wo.)DE | — | CH29 (2 Wo.)CH | UK27 (3 Wo.)UK | US19 Gold · (4 Wo.)US | R&B9 (4 Wo.)R&B | Erstveröffentlichung: 10. Januar 2024 Verkäufe: + 580.000; 21 Savage feat. Doja Cat                            |
| 2025 | Born Again Alter Ego                               | DE39 (2 Wo.)DE | AT25 (1 Wo.)AT | CH40 (2 Wo.)CH | UK13 (7 Wo.)UK | US68 (2 Wo.)US | — | Erstveröffentlichung: 6. Februar 2025 Lisa feat. Doja Cat & Raye                                               |
| 2025 | Just Us –                                          | — | — | — | UK50 (2 Wo.)UK | US57 (1 Wo.)US | — | Erstveröffentlichung: 21. März 2025 Jack Harlow feat. Doja Cat                                                 |
| Folgende Lieder erschienen nicht als Single, wurden aber durch das Album zum Download und Streaming bereitgestellt und konnten somit eine Platzierung erlangen: |                                                    | | | | | | | |
| |                                                    | | | | | | | |
| 2020 | Pussy Talk City on Lock                            | — | — | — | — | US— PlatinUS | R&B44 (1 Wo.)R&B | Charteinstieg: 10. Oktober 2020 Verkäufe: + 1.000.000; City Girls feat. Doja Cat                               |
| 2020 | Motive Positions                                   | — | AT62 (1 Wo.)AT | CH63 (1 Wo.)CH | UK16 Silber · (3 Wo.)UK | US32 (2 Wo.)US | — | Charteinstieg: 6. November 2020 Verkäufe: + 450.000; Ariana Grande feat. Doja Cat                              |
| 2021 | Scoop Montero                                      | — | — | — | — | US42 Gold · (1 Wo.)US | R&B13 (1 Wo.)R&B | Charteinstieg: 2. Oktober 2021 Verkäufe: + 540.000; Lil Nas X feat. Doja Cat                                   |
| 2022 | I Like You (A Happier Song) Twelve Carat Toothache | DE59 (3 Wo.)DE | AT51 (1 Wo.)AT | CH38 (3 Wo.)CH | UK19 Gold · (14 Wo.)UK | US3 (36 Wo.)US | — | Charteinstieg: 10. Juni 2022 Videoauskopplung: 25. Juli 2022 Verkäufe: + 1.445.000; Post Malone feat. Doja Cat |

## Musikvideos
| Jahr | Titel                       | Regie                                   |
| ---- | --------------------------- | --------------------------------------- |
| 2014 | So High                     |                                         |
| 2018 | Go to Town                  | Jabari Jacobs                           |
| 2018 | Mooo!                       | Amalaratna Dlamini                      |
| 2019 | Tia Tamera                  | Roxana Baldovin                         |
| 2019 | Juicy                       | Jack Begert                             |
| 2019 | Make That Cake              | Chris Moreno                            |
| 2019 | Bottom Bitch                | Jack Begert                             |
| 2019 | Rules                       | Christian Sutton                        |
| 2019 | Cyber Sex                   | Jack Begert                             |
| 2020 | Boss Bitch                  | Jack Begert                             |
| 2020 | Say So                      | Hannah Lux Davis                        |
| 2020 | Like That                   | Daniel Iglesias Jr.                     |
| 2020 | In Your Eyes (Remix)        | Jeron Braxton                           |
| 2020 | Pussy Talk                  | Daps                                    |
| 2020 | To Be Young                 | Hannah Lux Davis                        |
| 2020 | Baby, I’m Jealous           | Hannah Lux Davis                        |
| 2020 | Del mar                     | Nuno Gomes                              |
| 2021 | Best Friend                 | Dave Meyers                             |
| 2021 | 34+35 (Remix)               | Stefan Kohli                            |
| 2021 | Streets                     | Christian Breslauer                     |
| 2021 | Kiss Me More                | Warren Fu                               |
| 2021 | Need to Know                | Miles Cable, AJ Favicchio               |
| 2021 | You Right                   | Quentin Deronizer                       |
| 2021 | Woman                       | Child (2 Versionen)                     |
| 2021 | Handstand                   | Edgar Esteves, Jon Primo                |
| 2022 | Get Into It (Yuh)           | Mike Diva                               |
| 2022 | Freaky Deaky                | Christian Breslauer                     |
| 2022 | Vegas                       | Child                                   |
| 2022 | I Like You (A Happier Song) | Child                                   |
| 2023 | Attention                   | Tanu Muino                              |
| 2023 | Paint the Town Red          | Amalaratna Dlamini, Nina McNeely        |
| 2023 | Demons                      | Christian Breslauer, Amalaratna Dlamini |
| 2023 | Agora Hills                 | Amalaratna Dlamini, Hannah Lux Davis    |
| 2024 | MASC                        | Amalaratna Dlamini, Jamal Peters        |
| 2025 | Born Again                  | Bardia Zeinali                          |
| 2025 | Just Us                     | Neal Farmer                             |

## Promoveröffentlichungen
| Jahr | Titel Album                         | Anmerkungen                                                                                     |
| ---- | ----------------------------------- | ----------------------------------------------------------------------------------------------- |
| 2014 | No Police Purrr!                    | Erstveröffentlichung: 12. August 2014                                                           |
| 2019 | Cyber Sex Hot Pink                  | Erstveröffentlichung: 7. November 2019 · Verkäufe: + 1.310.000; UK: Silber, US: Platin          |
| 2023 | Balut Scarlet                       | Erstveröffentlichung: 15. September 2023                                                        |
| 2024 | Jeezu The Book of Clarence (O.S.T.) | Erstveröffentlichung: 12. Januar 2024 Jeymes Samuel feat. Kodak Black, Doja Cat & Adekunle Gold |
| 2024 | Masc Scarlet 2 Claude               | Erstveröffentlichung: 3. April 2024 feat. Teezo Touchdown                                       |

## Sonderveröffentlichungen
| Jahr | Titel Album                                        | Anmerkungen                                                                               |
| ---- | -------------------------------------------------- | ----------------------------------------------------------------------------------------- |
| 2014 | Purple Light One More EP                           | Erstveröffentlichung: 13. Oktober 2014 Elliphant feat. Doja Cat                           |
| 2015 | Lately Dolo 3                                      | Erstveröffentlichung: 18. März 2015 Legacy of New Boyz feat. Doja Cat                     |
| 2015 | Lord Cooler The Art of Dying                       | Erstveröffentlichung: 22. September 2015 Tru Heru feat. Doja Cat                          |
| 2015 | Waffle House The Art of Dying                      | Erstveröffentlichung: 22. September 2015 Tru Heru feat. Doja Cat                          |
| 2015 | In My Feelings Sincerest Apologies                 | Erstveröffentlichung: 19. Oktober 2015 Skoolie Escobar feat. Doja Cat                     |
| 2016 | The Wave 1st Trimester                             | Erstveröffentlichung: 3. Juni 2016 Pregnant Boy feat. Doja Cat & Left Brian               |
| 2019 | Equally Lost Sunshine Kitty                        | Erstveröffentlichung: 20. September 2019 Tove Lo feat. Doja Cat                           |
| 2020 | Shimmy Funeral                                     | Erstveröffentlichung: 31. Januar 2020 Lil Wayne feat. Doja Cat                            |
| 2020 | BMO (Remix) Shea Butter Baby (Remix EP)            | Erstveröffentlichung: 27. März 2020 Ari Lennox feat. Doja Cat                             |
| 2020 | Pussy Talk City on Lock                            | Erstveröffentlichung: 20. Juni 2020 City Girls feat. Doja Cat                             |
| 2020 | 20 Below Random Shit from the Internet Era         | Erstveröffentlichung: 26. Juni 2020 Sam i feat. Anderson Paak & Doja Cat                  |
| 2020 | Del mar Enoc                                       | Erstveröffentlichung: 4. September 2020 Ozuna feat. Sia & Doja Cat                        |
| 2020 | Motive Positions                                   | Erstveröffentlichung: 30. Oktober 2020 Ariana Grande feat. Doja Cat                       |
| 2020 | In Your Eyes (Remix) After Hours (Deluxe-Edition)  | Erstveröffentlichung: 4. Dezember 2020 The Weeknd feat. Doja Cat                          |
| 2021 | 34+35 (Remix) Positions (Deluxe-Edition)           | Erstveröffentlichung: 19. Februar 2021 Ariana Grande feat. Doja Cat & Megan Thee Stallion |
| 2021 | Baby, I’m Jealous Better Mistakes                  | Erstveröffentlichung: 7. Mai 2021 Bebe Rexha feat. Doja Cat                               |
| 2021 | To Be Young Therapy                                | Erstveröffentlichung: 23. Juli 2021 Anne-Marie feat. Doja Cat                             |
| 2021 | Scoop Montero                                      | Erstveröffentlichung: 17. September 2021 Lil Nas X feat. Doja Cat                         |
| 2021 | Icy Hot Punk                                       | Erstveröffentlichung: 15. Oktober 2021 Young Thug feat. Doja Cat                          |
| 2021 | Handstand They Got Amnesia                         | Erstveröffentlichung: 23. November 2021 French Montana feat. Doja Cat                     |
| 2022 | I Like You (A Happier Song) Twelve Carat Toothache | Erstveröffentlichung: 3. Juni 2022 Post Malone feat. Doja Cat                             |
| 2024 | N.H.I.E. American Dream                            | Erstveröffentlichung: 12. Januar 2024 21 Savage feat. Doja Cat                            |
| 2025 | Born Again Alter Ego                               | Erstveröffentlichung: 28. Februar 2025 Lisa feat. Doja Cat & Raye                         |

| Jahr | Titel Soundtrack                                           | Anmerkungen                                                                                     |
| ---- | ---------------------------------------------------------- | ----------------------------------------------------------------------------------------------- |
| 2020 | Boss Bitch Birds of Prey: The Emancipation of Harley Quinn | Erstveröffentlichung: 6. Februar 2020                                                           |
| 2022 | Vegas Elvis                                                | Erstveröffentlichung: 24. Juni 2022 Original: Big Mama Thornton – Hound Dog                     |
| 2024 | Jeezu The Book of Clarence                                 | Erstveröffentlichung: 12. Januar 2024 Jeymes Samuel feat. Kodak Black, Doja Cat & Adekunle Gold |
| 2025 | Lose My Mind F1                                            | Erstveröffentlichung: 27. Juni 2025 mit Don Toliver                                             |

## Statistik

### Chartauswertung
|                     | DE    | AT    | CH    | UK    | US    | R&B     |
| ------------------- | ----- | ----- | ----- | ----- | ----- | ------- |
| Nummer-eins-Alben   | DE—DE | AT—AT | CH—CH | UK—UK | US—US | R&B1R&B |
| Top-10-Alben        | DE—DE | AT1AT | CH—CH | UK2UK | US3US | R&B3R&B |
| Alben in den Charts | DE2DE | AT3AT | CH2CH | UK3UK | US4US | R&B3R&B |

|                       | DE     | AT     | CH     | UK     | US     | R&B      |
| --------------------- | ------ | ------ | ------ | ------ | ------ | -------- |
| Nummer-eins-Singles   | DE1DE  | AT—AT  | CH1CH  | UK1UK  | US2US  | R&B2R&B  |
| Top-10-Singles        | DE2DE  | AT1AT  | CH2CH  | UK4UK  | US10US | R&B8R&B  |
| Singles in den Charts | DE12DE | AT12AT | CH16CH | UK26UK | US28US | R&B23R&B |

### Auszeichnungen für Musikverkäufe
Die Lieder Alone, Casual, Imagine, Love to Dream, Naked, Options, Payday, Wine Pon You und Won’t Bite wurden weder als Singles veröffentlicht, noch konnten sie aufgrund von hohen Downloads oder Streaming die Charts erreichen. Dennoch wurden die Lieder mit Schallplattenauszeichnungen zertifiziert, womit sich Verkaufszahlen nachweisen lassen.
| Land/RegionAuszeichnungen für Musikverkäufe (Land/Region, Auszeichnungen, Verkäufe, Quellen) | Silber     | Gold         | Platin         | Diamant       | Verkäufe   | Quellen              |
| -------------------------------------------------------------------------------------------- | ---------- | ------------ | -------------- | ------------- | ---------- | -------------------- |
| Australien (ARIA)                                                                            | —          | 7× Gold7     | 60× Platin60   | —             | 4.445.000  | aria.com.au          |
| Belgien (BRMA)                                                                               | —          | Gold1        | 3× Platin3     | —             | 140.000    | ultratop.be          |
| Brasilien (PMB)                                                                              | —          | 13× Gold13   | 30× Platin30   | 25× Diamant25 | 5.460.000  | pro-musicabr.org.br  |
| Dänemark (IFPI)                                                                              | —          | 5× Gold5     | 9× Platin9     | —             | 825.000    | ifpi.dk              |
| Deutschland (BVMI)                                                                           | —          | 4× Gold4     | —              | —             | 900.000    | musikindustrie.de    |
| Frankreich (SNEP)                                                                            | —          | 11× Gold11   | 3× Platin3     | 5× Diamant5   | 3.166.665  | snepmusique.com      |
| Griechenland (IFPI)                                                                          | —          | Gold1        | 5× Platin5     | —             | 110.000    | Einzelnachweise      |
| Italien (FIMI)                                                                               | —          | 4× Gold4     | 7× Platin7     | —             | 745.000    | fimi.it              |
| Japan (RIAJ)                                                                                 | —          | Gold1        | —              | —             | —          | riaj.or.jp           |
| Kanada (MC)                                                                                  | —          | 3× Gold3     | 36× Platin36   | —             | 3.000.000  | musiccanada.com      |
| Mexiko (AMPROFON)                                                                            | —          | 7× Gold7     | 15× Platin15   | Diamant1      | 2.850.000  | amprofon.com.mx      |
| Neuseeland (RMNZ)                                                                            | —          | 3× Gold3     | 35× Platin35   | —             | 967.500    | radioscope.co.nz NZ2 |
| Norwegen (IFPI)                                                                              | —          | 5× Gold5     | 4× Platin4     | —             | 350.000    | ifpi.no              |
| Österreich (IFPI)                                                                            | —          | 2× Gold2     | 4× Platin4     | —             | 150.000    | ifpi.at              |
| Philippinen (PARI)                                                                           | —          | —            | Platin1        | —             | 15.000     | Einzelnachweise      |
| Polen (ZPAV)                                                                                 | —          | 11× Gold11   | 23× Platin23   | —             | 1.105.000  | olis.pl              |
| Portugal (AFP)                                                                               | —          | 4× Gold4     | 10× Platin10   | —             | 120.000    | Einzelnachweise      |
| Schweden (IFPI)                                                                              | —          | 6× Gold6     | 4× Platin4     | —             | 485.000    | sverigetopplistan.se |
| Schweiz (IFPI)                                                                               | —          | 4× Gold4     | 3× Platin3     | —             | 120.000    | hitparade.ch         |
| Singapur (RIAS)                                                                              | —          | 2× Gold2     | —              | —             | 10.000     | rias.org.sg          |
| Spanien (Promusicae)                                                                         | —          | 5× Gold5     | 8× Platin8     | —             | 630.000    | elportaldemusica.es  |
| Südafrika (RISA)                                                                             | —          | 3× Gold3     | —              | —             | 40.000     | Einzelnachweise      |
| Ungarn (MAHASZ)                                                                              | —          | —            | 3× Platin3     | —             | 12.000     | slagerlistak.hu      |
| Vereinigte Staaten (RIAA)                                                                    | —          | 11× Gold11   | 65× Platin65   | —             | 70.500.000 | riaa.com             |
| Vereinigtes Königreich (BPI)                                                                 | 7× Silber7 | 12× Gold12   | 11× Platin11   | —             | 11.860.000 | bpi.co.uk            |
| Insgesamt                                                                                    | 7× Silber7 | 125× Gold125 | 339× Platin339 | 31× Diamant31 |            |                      |